# Myron Brown
Pour les articles homonymes, voir Brown.
Myron Brown, né le 3 novembre 1969, à McKees Rocks, en Pennsylvanie, est un ancien joueur américain de basket-ball. Il évolue au poste d'arrière.

## Palmarès
- Coupe Korać 1998